# 1976 w sztukach plastycznych
Wydarzenia w sztukach plastycznych i wizualnych w 1976 roku.

## Wydarzenia
- Odbyły się XIV Międzynarodowe Spotkania Artystów, Naukowców i Teoretyków Sztuki w Osiekach.

## Malarstwo

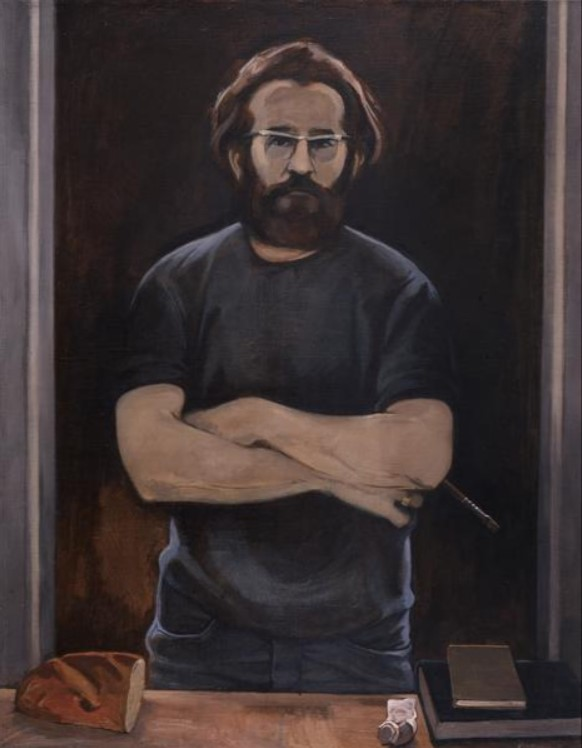
Maciej Bieniasz, Autoportret z chlebem

- Eduardo Arroyo

Ubranie schodzące ze schodów
- Maciej Bieniasz

Autoportret z chlebem, akryl i olej na płótnie, 101 × 81 cm
- Salvador Dalí

Gala kontemplująca Morze Śródziemne, które po dwudziestu metrach staje się portretem Abrahama Lincolna
- Edward Dwurnik

Hildegarda i Brunon Płotka – olej na płótnie, 73x100 cm
- Hans Rudolf Giger

Mistrz i Małgorzata – akryl na papierze, 100x70 cm
Samurai – akryl na papierze/drewnie, 100x70 cm
Safari (1973-1976) – akryl na papierze/drewnie, 100x70 cm
Biomechanoid – akryl na papierze/drewnie, 100x70 cm
Necronom IIIa – akryl na papierze/drewnie, 100x70 cm
 Biomechanoidyczny krajobraz – akryl na papierze, 200x140 cm
- Henryk Stażewski

115-1976 – malarstwo akrylowe (farby akrylowe, papier, metal, płyta pilśniowa, drewno), w kolekcji Muzeum Sztuki w Łodzi
- Ryszard Winiarski

Statystyczny zbiór ABCD – akryl na desce, 85x144 cm

## Plakat
- Franciszek Starowieyski

plakat do sztuki teatralnej Jak wam się podoba – format B1
plakat do sztuki teatralnej Leonce i Lena – format A1
plakat do sztuki teatralnej Don Giovanni – format B1
plakat do sztuki teatralnej Matka Courage i jej dzieci – format A1

## Nagrody
- Nagroda im. Jana Cybisa – Witold Damasiewicz
- World Press Photo – Stanley Forman[16]
- Międzynarodowe Biennale Plakatu[17]

Złoty medal w kategorii plakatów ideowych – Mieczysław Wasilewski
Złoty medal w kategorii plakatów promujących kulturę – Waldemar Świerzy
Złoty medal w kategorii plakatów reklamowych – Makoto Nakamura

## Urodzeni
- Paweł Kula, polski fotograf
- Aleksandra Went, polska fotografka, autorka wideo, instalacji, performance

## Zmarli
- 2 czerwca - Stanisław Mucha (ur. 1895), polski fotograf
- 18 listopada – Man Ray (ur. 1890),  amerykański fotograf i reżyser